# Irská kuchyně
Irská kuchyně (anglicky: Irish cuisine, irsky: Cócaireacht na hÉireann) používá především suroviny tradičně dostupné v Irsku a je ovlivněna anglickou kuchyní. Využívá se maso, ryby nebo mořské plody. Hojně se připravují pokrmy z kapusty a ostatní zeleniny. Základní potravinou jsou brambory, které jsou součástí irské stravy od 17. století. Připravují se na všechny způsoby - opékané, šťouchané, česnekové nebo jako hranolky. Právě nedostatek brambor způsobil velký irský hladomor v roce 1845.
Další oblíbenou potravinou jsou sýry, které se zde vyrábějí podle tradičních receptů. Známé jsou polotuhý plátkový sýr gubbeen nebo gigginstown. Ze severoirského kozího mléka se vyrábí smetanový sýr irish goat (podobný francouzskému brie). Oblíbené jsou také gabriel (tradiční horský sýr), cashel blue, burren gold, desmond a cais nan deise (tvrdý sýr s ořechovým aroma).

## Stravování

### Snídaně
Irové obvykle snídají mezi 7. a 10. hodinou. Snídaně je velmi vydatná. Bývá to ovesná kaše (porridge) nebo cereálie s mlékem, smažená vajíčka se slaninou nebo párečkem, toast s máslem a džemem. Vše se zapíjí čajem nebo kávou.
Často se irská snídaně podobá anglické snídani. Podává se chléb soda farl a klobásy zvané drisheen (podobné britským klobásám white pudding a black pudding). Dále se podávají párky, slanina, fazole, vejce, houby nebo opečená rajčata. Někdy to jsou různé pokrmy z brambor, například boxty (palačinky z brambor).

### Oběd
Irové obvykle obědvají mezi 12:30 a 14:30 hodinou. Jídlo bývá lehčí a nejčastěji je to polévka nebo sendvič. Irské polévky jsou husté a vydatné, například zeleninová s ječmenem, masovým vývarem a smetanou nebo bramboračka s cibulí, mrkví a petrželkou.

### Večeře
Na venkově se obvykle večeří už kolem 18. hodiny, ve městech se večeří později mezi 19. a 22. hodinou. Večeře bývá velmi sytá. Obvykle to bývá jednoduše upravené maso. Hovězí se připravuje jako rostbíf nebo steak s omáčkou a zeleninou. Jehněčí se podává jako kotletky, roštěnky nebo jako irish stew (sytý pokrm z dušeného masa, brambor, mrkve a cibule, dochucený petrželkou a tymiánem). Vepřové maso se konzumuje jako slanina, klobásky, žebírka, limerská šunka nebo dublin coddle (dušený pokrm z klobásek, slaniny, cibule, brambor a petrželky).
Podávané dezerty jsou velmi podobné anglickým pudinkům. Jsou velmi sladké, lepivé a doplňují se ušlehanou smetanou nebo zmrzlinou.

## Příklady irských pokrmů

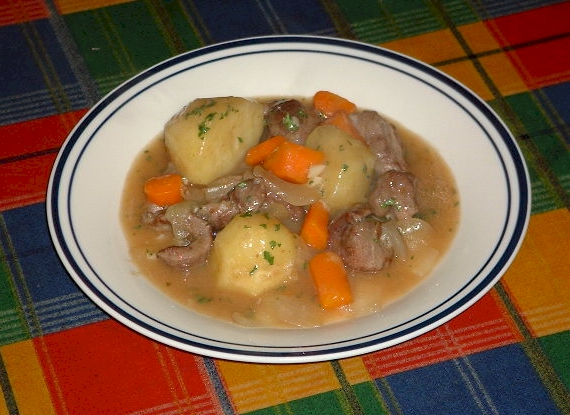
Irish stew

- Irish stew (irsky stobhach), irské národní jídlo, dušená směs skopového masa, brambor, mrkve a cibule
- Coddle (irsky cadal), hustá polévka z vařených brambor, slaniny, párku a cibule
- Shephard’s pie, koláč z mletého skopového masa s vrstvou bramborové kaše posypané sýrem
- Bacon and cabbage (irsky bágún agus cabáiste), jídlo ze slaniny vařené se zelím a bramborami
- Boxty (irsky bacstaí), palačinka z bramborCoddle s chlebem soda farl, v pozadí pivo Guinness

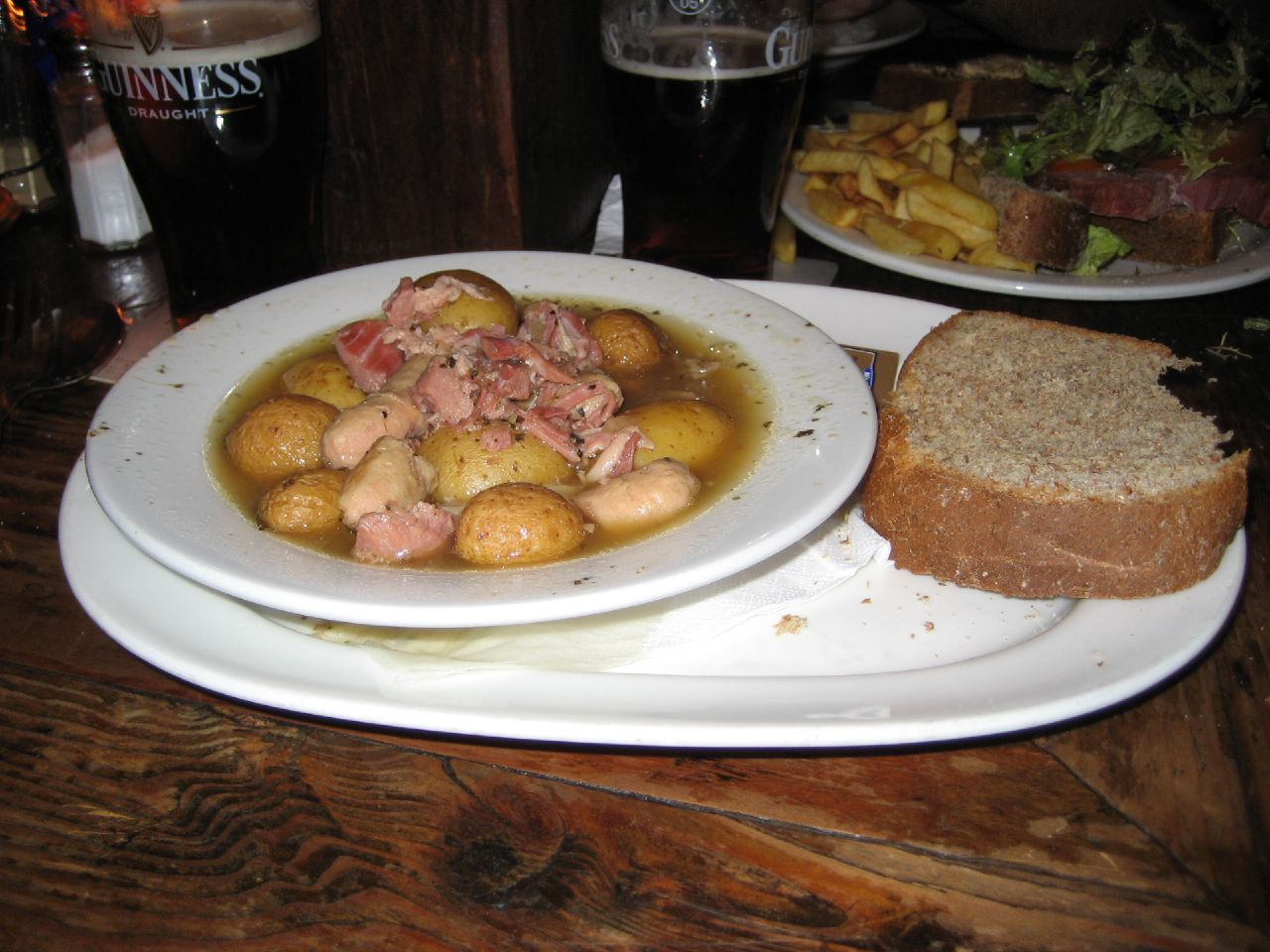
Coddle s chlebem soda farl, v pozadí pivo Guinness

- Colcannon (irsky cál ceannann), šťouchané brambory s kapustou, máslem a mlékem
- Crubeens (irsky crúibín), kořeněné a uzené vepřové nožičky
- Lamb with mintsauce, jehněčí maso s nakyslou mátovou omáčkou
- Kippers, pečenáče
- Rasher, opečené plátky slaniny
- Soda farl (irsky arán sóide), chléb, při jehož výrobě je použita jedlá soda místo kvasnic
- Scones, irské houstičky, které se mažou máslem, džemem, medem a smetanou (clotted cream)
- Porter cake, irský dezert ze sušeného ovoce a stoutu (silné tmavé pivo)

## Příklady irských nápojů

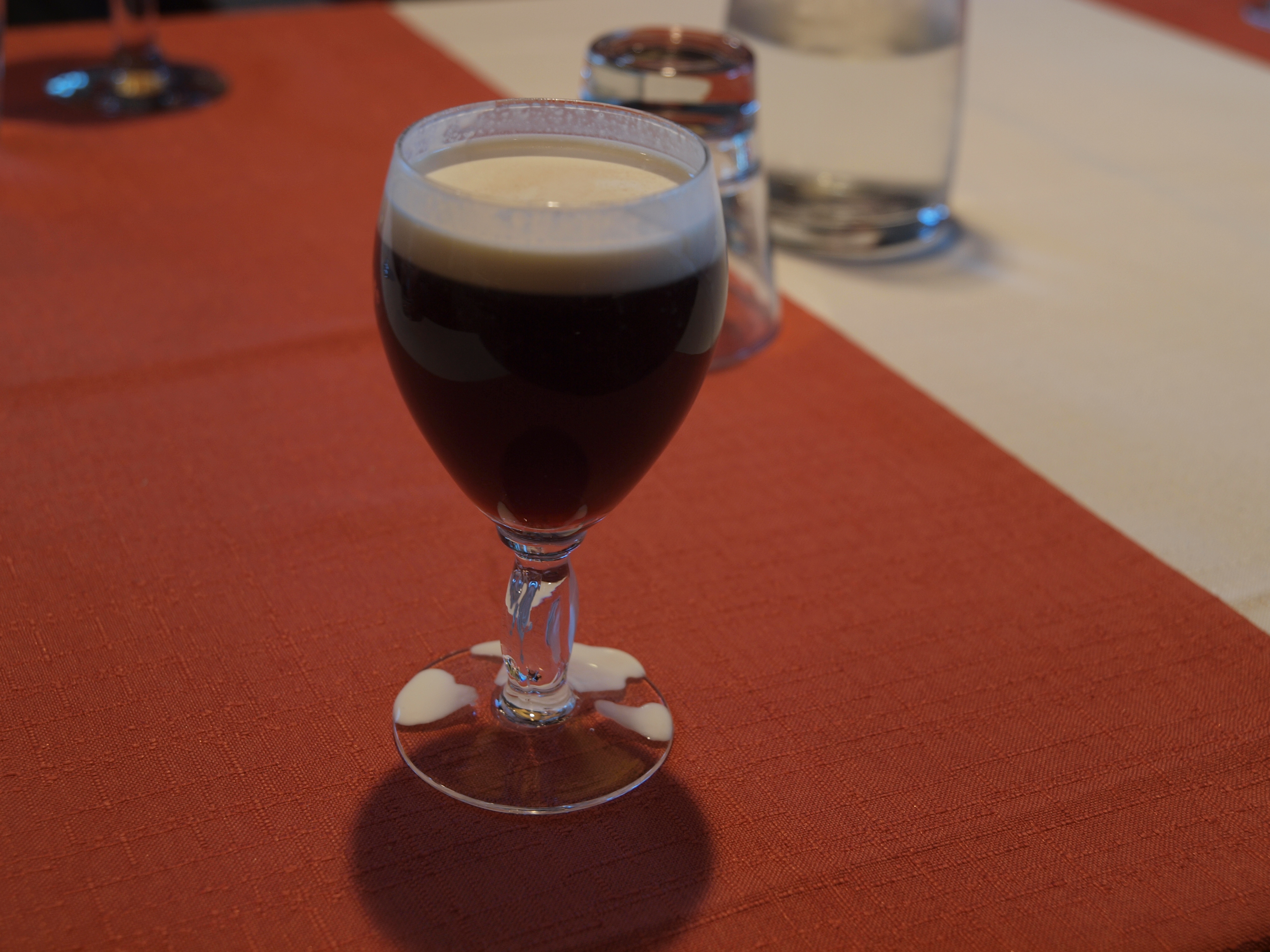
Irská káva

- Irish coffee (irská káva), silná káva se smetanou nebo šlehačkou, cukrem a whiskey
- Cider, alkoholický nápoj z jablek s nízkým obsahem alkoholu
- Poitín, silná pálenka
- Čaj
- Pivo, kterého Irové vypijí téměř 250 milionů litrů piva ročně. Nejčastěji pijí stout (silné tmavé pivo s krémovou pěnou) a black velvet (kombinace tmavého piva stout a šampaňského). Irská značka Guinness vyráběná v Dublinu je známá po celém světě. Pivo se často podává ve speciálních barech, tzv. pubech.
- Irská whiskey, vyráběná pod značkami Tullamore Dew nebo Jameson se pije po celém světě. Slovo whiskey znamená voda života. Irská whiskey se od skotské whisky liší nejenom písmenkem e. Pravá irská whiskey je třikrát destilovaná a nemá kouřovou příchuť. Jsou dva typy whiskey - sladová whiskey (malt whiskey) z ječmenného sladu a obilná whiskey (grain whiskey) z jiného druhu obilí a příměsí ječmenného sladu. Whiskey se přidává do irské kávy, do irského likéru irish mist (whiskey s medem a bylinkami) nebo do irish cream liquer (whiskey, čokoláda a smetana).